# Incertesa de mesura
|  | No s'ha de confondre amb error de mesurament. |

En metrologia, la incertesa de mesura és un paràmetre no negatiu que caracteritza la dispersió dels valors atribuïts a una magnitud mesurada. La incertesa té una base probabilística i reflecteix el coneixement incomplet de la magnitud. Tots els mesuraments estan subjectes a incertesa i un valor mesurat només és complet si està acompanyat per una declaració de la incertesa associada. La incertesa relativa és la incertesa del mesurament dividida pel valor mesurat.

## Antecedents
El propòsit del mesurament és proporcionar informació sobre una magnitud d'interés, un mesurand. Per exemple, el mesurand pot ser la mida d'un cilindre, el volum d'un recipient, la diferència de potencial entre les terminals d'una bateria o la concentració de massa del plom en un flascó d'aigua.
Cap mesurament és exacte. Quan es mesura una magnitud el resultat depèn del sistema de mesurament, el procediment, l'habilitat de l'operador, l'ambient i d'altres efectes. Fins i tot si la magnitud es mesura diverses vegades de la mateixa manera i amb les mateixes circumstàncies, en general s'obtindrà un valor de la mesura diferent cada vegada, assumint qu el sistema de mesurament tingui la suficient resolució per a distingir entre els valors obtinguts.
La dispersió dels valors mesurats pot estar relacionada amb com de bé s'ha realitzat el mesurament.
La seva mitjana pot proporcionar una estimació del valor veritable de la magnitud que generalment serà més fiable que el mesurament d'un valor individual.
La incertesa del mesurament té importants conseqüències econòmiques en les activitats de calibratge i de mesurament. En els informes de calibratge, la incertesa sovint es pren com una indicació de la qualitat del laboratori, i els valors menors d'incertesa generalment són de major valor i d'alt cost.
La "Guide to the Expression of Uncertainty in Measurement", comunament coneguda com la GUM, és un document adoptat per la majoria dels instituts nacionals de mesurament, per l'acreditació segons la norma ISO 17025, que és un requisit legal per a l'acreditació internacional de laboratoris (International Laboratory Accreditation Cooperation) i es fa servir en molts mètodes de mesura normalitzats.

## Mesurament indirecte
Per exemple, en el cas del mesurament del pes que fa una balança de cambra de bany, pot convertir l'estimació de la massa d'una persona a través de mesurar l'extensió d'una molla que està relacionada amb el calibratge de la balança. Un model matemàtic converteix un valor de quantitat en el corresponent valor del mesurand.
Es poden incloure correccions en el model de mesurament quan les condicions de mesurament no són exactament com les estipulades. Aquests termes corresponen a errors sistemàtics 
A més de les dades en brut que representen valors mesurats, també hi ha altres formes de dades que sovint es necessiten en els models de mesurament. Algunes d'aquestes dades estan relacionades amb quantitats que representen constants físiques, cadascuna de les quals es coneixen imperfectament. En són exemples constants materials com el mòdul d'elasticitat i la calor específica.

Formalment, la quantitat resultant (output), expressada per {\displaystyle Y}, sobre la qual cal informació, sovint està relacionada amb quantitats d'entrada (input), expressada com {\displaystyle X_{1},\ldots ,X_{N}}, sobre la qual la informació està disponible, per un model de mesurament en la forma de 
{\displaystyle Y=f(X_{1},\ldots ,X_{N}),}
on {\displaystyle f} es coneix com la funció de mesurament. Una expressió general per a un model de mesurament és
{\displaystyle h(Y,} {\displaystyle X_{1},\ldots ,X_{N})=0.}
S'accepta que existeix un procediment per a calcular un {\displaystyle Y}donat {\displaystyle X_{1},\ldots ,X_{N}}, i que aquest {\displaystyle Y} és definit únicament per aquesta equació.

## Avaluació de la incertesa mitjançant el Tipus A i el Tipus B
El coneixement sobre una quantitat d'entrada {\displaystyle X_{i}} es conclou mitjançant repetits valors de mesurament (Avaluació de la incertesa del Tipus A), o per un judici científic o altres informacions sobre els possibles valors d'aquesta quantitat (Avaluació de la incertesa del Tipus B ).
En les avaluacions del Tipus A sovint s'assumeix que la distribució que millor descriu una quantitat d'entrada {\displaystyle X} amb valors mesurats repetits i obtinguts independentment, és una distribució de Gaus.
Quan la incertesa és avaluada a partir d'un petit nombre de valors, la corresponent distribució pot ser considerada com distribució {\displaystyle t}.
Per a una avaluació del Tipus B, sovint l'única informació disponible és que {\displaystyle X} es troba en un interval matemàtic específic.
```
[

  

    

      

        
a

        
,

        
b

      

    

    
{\displaystyle a,b}

  

]
```

En casos com aquest, el coneixement de la quantitat pot estar caracteritzat per una probabilitat rectangular (distribució uniforme contínua) amb límits {\displaystyle a} i {\displaystyle b}.

## Notació
En metrologia, física i enginyeria, la incertesa o el marge d'error d'una mesura, quan s'explica explícitament, és expressada per un ventall de valors que poden incloure el valor real. Això es pot mostrar mitjançant barres d'error en un gràfic o mitjançant les notacions següents:
- valor mesurat ± incertesa
- valor mesurat + +incertesa
−incertesa
- valor mesurat (incertesa)